# Orphy Robinson
Orphy Robinson (Londen, 13 oktober 1960) is een Britse jazzmulti-instrumentalist (vibrafoon, keyboards, saxofoon, trompet, piano, marimba, steelpans, drums). Hij heeft muziek geschreven voor televisie, film en theater.

## Biografie
Hij begon zijn professionele carrière bij de band Savanna eind jaren 1970. Van midden tot eind jaren 1980 was hij lid van de Jazz Warriors en van Courtney Pine en werkte hij samen met Mica Paris en Andy Sheppard. In de jaren 1990 bracht Robinson de twee veelgeprezen soloalbums When Tomorrow Comes en The Vibes Describes uit. Hij heeft opgenomen als gastmuzikant en toerde met Hugh Hopper en Robert Wyatt. Voor de Britse viering van de tweehonderdste verjaardag van de afschaffing van de slavenhandelwet in 2007 kreeg hij de opdracht om stukken uit zijn suite Routes Through Roots in de Houses of Parliament te schrijven en uit te voeren. In opdracht van het gezelschap Phoenix Dance schreef hij 42 Shades of Black. In juni 2014 kreeg hij de opdracht om een suite te schrijven voor de gecombineerde ensembles Shivanova en Ignite voor het Women's Festival 2014 in Kings Place in het Verenigd Koninkrijk. Hij schreef voor de Engelse Proms in de Royal Albert Hall en voor de Roemeense vioolvirtuoos Alexander Bălănescu.
In 2009 was Robinson op verschillende albums gastsolist, waaronder No Now Is So! door het Alexander Hawkins-ensemble, Out of Office door de Burn Out Mama-band uit Finland en albums van Louis Moholo, Leee John en Beggar & Co. Sinds eind 2009 is hij een vaste solist op marimba/vibrafoon met violist Nigel Kennedy, met een uitgebreid repertoire, waaronder Johann Sebastian Bach, Antonio Vivaldi's The Four Seasons, Jimi Hendrix en Duke Ellington. Hij trad op als gastmuzikant op drie albums met Kennedy: The Four Elements (2011), Vivaldi: The New Four Seasons (2015) en My World (2016). In het laatste deel van 2009 werd hij uitgenodigd om muzikaal leider te worden van een groot ensemble in The Roundhouse met drummer Nick Mason van Pink Floyd. Het duo Black Top ontstond in 2011 met Free Improv pianist Pat Thomas. Een album getiteld #One werd in juli 2014 internationaal uitgebracht bij het Babel Label met gastsaxofonist Steve Williamson. Het tweede Black Top-album #Two had Evan Parker als gast.
Hij startte het ensemble The Spontaneous Cosmic RawXtra in de concertzaal Kings Place in oktober 2009. Het ensemble was opgenomen in Black British Jazz (2014), een Open University book van Jason Toynbee. In 2015 zijn een dvd en een opname uitgebracht. Hij speelde een belangrijke rol bij de formatie van de band Malik & the O.G's met bandleider Malik Al Nasir en ook in zijn eerbetoon aan Gil Scott-Heron in de St George's Hall, Liverpool, getiteld The Revolution Will Be Live!. Robinson heeft gewerkt met Lester Bowie, Don Cherry, Neneh Cherry, Junior Giscombe, Kate Havnevik, Imagination, Lionel Loueke, Wynton Marsalis, Hugh Masekela, Jean-Paul "Bluey" Maunick, Joe McPhee, Thurston Moore, Butch Morris, David Murray, Sunny Murray, Mica Paris, Robert Plant, Wadada Leo Smith, Spring Heel Jack, Joss Stone, Jamaaladeen Tacuma, John Tchicai, Kenny Thomas en Nana Vasconcelos.

### Ander werk
Robinson vertegenwoordigde Groot-Brittannië op de Olympische Spelen in Atlanta, Georgia. Hij heeft op scholen en aan grootschalige onderwijsprojecten gewerkt, onder meer bij het Hackney Empire, waar hij meer dan tien jaar leiding gaf aan de afdeling Muziekeducatie. Hij was in het bestuur van de Vortex jazzclub, Warriors International, National Youth Jazz Orchestra, British Academy of Songwriters, Composers and Authors en de Participation and Learning Education-adviesraad van het Hackney Empire. Robinson is een van de oprichters van Edge (The Shape of Things to Come), een groep artiesten, schrijvers en promotors die evenementen organiseren die als een marge van het London Jazz Festival worden gepresenteerd. Vanwege het succes van hun eerste programma Edge 08, bleven Robinson en journalist Paul Bradshaw internationale evenementen samenstellen, evenals evenementen die het hele jaar door in het Verenigd Koninkrijk plaatsvonden. Hun project Love Supreme Reimagined, een eerbetoon aan het John Coltrane-album A Love Supreme uit 1965, met een grootschalig ensemble met Robinson in de rol van muzikaal leider, kreeg lovende kritieken op het South Bank Meltdown Festival 2014, samengesteld door James Lavelle. Hij produceerde Carleen Andersons album Cage Street Memorial (2016). In 2017 werd Anderson bij de Jazz Fm Jazz Awards genomineerd voor «Best Jazz Vocalist». In 2018 werd het album bij dezelfde prijzen genomineerd in de categorie «Jazz Innovation».

## Onderscheidingen
- Nominatie, Jazz Educator of the Year, Parliamentary Jazz Awards
- Onder 12 beste vibrafonisten genoemd in DownBeat magazine in 2015, werd de eerste muzikant uit het Verenigd Koninkrijk die deze onderscheiding behaalde
- Nominatie, Giles Peterson Worldwide FM, Cage Street Memorial door Carleen Anderson, 2016
- Winnaar, Concert of the Year, Live Entertainment of the year, Jazz FM Awards, 2017
- MBE voor diensten aan muziek, Queen's Birthday Honours list, 2018
- Nominatie, Innovation Award, Jazz FM Awards, 2019
- Nominatie, Live Entertainment of the year, Jazz FM Awards, 2019

## Discografie

### Als leader
- 1993: When Tomorrow Comes (Blue Note)
- 1993: Pyrotechnics (Blue Note)
- 1994: The Vibes Describes (Blue Note)
- 1994: The Funky End of Things (Blue Note)
- 1994: Life (Blue Note)

Met Savannah
- 1981: I Can't Turn Away
- 1982: Never Let You Go

Met Black Top
- 2014: #One met Steve Williamson (Babel)
- 2015: #Two met Evan Parker (Babel)
- 2017: Number 3 met William Parker en Hamid Drake (Babel)

Anders
- 2015: Orpheum Theatre met Sun Araw & Orphy Robinson Otoruku Download Releases 21.09.15
- 2016: Priming the Population Thru Subversive Experimental Sonic Gestures, Jamal Moss, Mark Sanders & Orphy Robinson Otoruku Download Releases 01.01.16
- 2016: Corsano / Mcphee / Prévost / Robinson Otoruku Download Releases - 15.2.16
- 2017:Pat Thomas & Orphy Robinson Otoruku Download Releases 18.4.17

### Als gast
Met Beggar & Co
- 2007: Brass, Strings n Tings
- 2011: The Legacy

Met Tony Bevan
- 2005: Bruised
- 2006: Bruise with Derek Bailey
- 2007: We Packed Are Bags

Met Alexander Hawkins
- 2009: No Now Is So
- 2012: All There, Ever Out

Met Jazz Warriors
- 1987: Out of Many, One People
- 1993: Chameleon

Met Nigel Kennedy
- 2011: The Four Elements
- 2015: The New Four Seasons
- 2016: My World

Met the London Improvisors Orchestra
- 2000: Proceedings
- 2001: The Hearing Continues
- 2002: Freedom of the City
- 2003: Responses, Reproduction & Reality

Met Mica Paris
- 1988: I'd Hate to Love You
- 1988: Like Dreamers Do

Met Courtney Pine
- 1986: Traditions Beckoning
- 1986: Journey to the Urge Within

Met Andy Sheppard
- 1987: Andy Sheppard
- 1989: Introductions in the Dark
- 1990: Soft on the Inside

Met anderen
- 1981: Imagination, In and Out of Love, Body Talk
- 1985: Total Contrast, Takes a Little Time
- 1989: Working Week, Fire in the Mountain
- 1994: Monday Michiru, Jazz Brat
- 1996: Shawn Lee, Discomfort
- 1998: Noel McKoy, Mind is the Keeper
- 1998: Simon H. Fell, Composition No30 BF27
- 2001: Cleveland Watkiss, Victory's Happy Songbook
- 2001: Lol Coxhill, Spectral Soprano
- 2003: Jazz Jamaica, Massive
- 2004: Tony Kofi, Plays Monk, All is Now
- 2006: Kate Shortt, Something to Tell You
- 2007: Robert Wyatt, Comicopera
- 2008: Harry Beckett, The Modern Sound of Harry Beckett
- 2008: Light of the World, Round Trip + Bonus track
- 2008: Louis Moholo, An Open Letter to My Wife Mpumi
- 2008: Spring Heel Jack, Songs & Themes
- 2010: Pat Thomas, 4 Compositions for Orchestra
- 2015: Joss Stone, Water for the Soul

- Bibliothèque nationale de France: cb14008718n (data)
- Gemeinsame Normdatei: 134715594
- International Standard Name Identifier: 0000 0000 5515 4112
- Library of Congress Control Number: nr97036111
- MusicBrainz: 1b9dfd0c-5241-4e57-8b2a-5f4b7e31efea
- Virtual International Authority File: 2668290
- WorldCat: E39PBJyMgcrXBfqmPVjHyXcwYP